# Micropholcomma turbans
Micropholcomma turbans är en spindelart som beskrevs av Hickman 1981. Micropholcomma turbans ingår i släktet Micropholcomma och familjen Micropholcommatidae.
Artens utbredningsområde är Tasmanien. Inga underarter finns listade i Catalogue of Life.